# マオ (シド)
マオ（10月23日 - ）は、日本のミュージシャン、歌手、作詞家。ヴィジュアル系ロックバンド・シドのボーカルと作詞を担当。福岡県久留米市出身。2021年7月3日より、くるめふるさと大使を務める。血液型はAB型。

## 概要
2003年、Ba.明希と共にシドを結成。現在のシドのメンバーは全てマオに声をかけられて集まった。Dr.ゆうやとはシド以前からSHULAというポップ・ロックバンドで共に活動していた。シドに加入することを誘ったのも、ゆうやのドラムセンスに目をつけたためである。
クレジット表記に基づけば、シドの全楽曲を自身で作詞している（ただし、"循環"だけはマオ個人ではなく明希との合同製作）。
2016年6月22日に「マオ from SID」名義でソロデビュー。
2024年3月8日開催　「マオ from SID Premium feel the voice Live ～White Day～ Dress code: White」をもって「マオ from SID」名義での活動を終了、新たに「マオ」名義での活動をスタートした。全曲マオが作詞・作曲を担当し、「ロック」をテーマとした1stアルバム『habit』を同年5月29日にリリースし、6月より全国ツアーを開催予定。

## 人物
- 2010年6月中旬、これまでずっと作詞も歌も独学で行ってきたが、「このままでは勿体ない」「歌で生きていくことの再確認にもなる」との理由でボイストレーニングに通うことを表明。龍寺(ゾロ)、夢人(ベル)と同じ教室でボイストレーニングを行っている[3]。
- カレーが大好物で、1日3食全てカレーだったり[3]、ブログのネタにしたり、まかないでカレーを食べるためにココイチでのバイトに週6で入ったり、CDの特典DVDに「カレー愛好家」の題で使われたり[4]していた。また、東京ドーム公演の際のマオプロデュースグッズも、マオ監修の下で作成されたカレー「マオカレー」である。
- キムチなどの辛いものが苦手だったが、自著「一筆書きの美学」の取材旅行で韓国に行って現地のものを食して以来、大好きになった[5]。
- 2013年の初頭から、めまいの症状を訴えるようになり、メニエール病と診断（現在は完治）。公表はせずに治療を続けながらのシドの10周年イヤーがスタートした。更に野外ツアーでの体調不良、その後の水面下でポリープ発覚といった試練が重なるなか、シドのシングル『ANNIVERSARY』がリリース。同曲をラストに収録した2014年発売のアルバム『OUTSIDER』はポリープ手術の前にレコーディングを実施した[6]。
- なお、同時期に禁煙にも成功しており[6]、2020年9月3日で禁煙継続7年となった。シドのゆうやもマオにならって同じ日に禁煙をスタートし、成功している[7]。

## ディスコグラフィー
ソロ名義の作品のみを記載。

### シングル
|   | リリース日    | タイトル | 形態                                                                             | 備考  |
| - | ------------- | -------- | -------------------------------------------------------------------------------- | ----- |
| 1 | 2016年6月22日 | 月/星    | “月”盤（初回生産限定盤A、CD+DVD） “星”盤（初回生産限定盤B、CD+DVD） 通常盤（CD） | [ 2 ] |

### ミニアルバム
|   | リリース日    | タイトル    | 形態                                                             | 備考 |
| - | ------------- | ----------- | ---------------------------------------------------------------- | ---- |
| 1 | 2016年9月28日 | Maison de M | 初回生産限定盤A（CD+DVD） 初回生産限定盤B（CD+DVD） 通常盤（CD） |      |

### 映像作品
|   | リリース日    | タイトル                                  | 形態                                     | 備考 |
| - | ------------- | ----------------------------------------- | ---------------------------------------- | ---- |
| 1 | 2017年3月29日 | Maison de M vol.1 in Billboard Live TOKYO | 初回生産限定盤（2DVD+2CD) 通常盤（2DVD） |      |

## 作詞
順不同。
- VALS『deuse』『mosh』『消滅彼女』
- Fantôme Iris『銀の百合』『ザクロ』『狂喜のメロディ』[8]『histoire』[9]『影と光』『miroir』『下弦の月夜』
- LiSA『ASH』（シドとしてセルフカバーも行っている）
- あんさんぶるスターズ！ アルバムシリーズ　紅月　M04.薄紅色の約束
- あんさんぶるスターズ!! アルバムシリーズ『TRIP』　UNDEAD　M01.罪の底
- Knight A - 騎士A -　2nd Single「EDEN」全盤共通カップリング曲「春風と君」
- Taiki『終わりの始まり』
- 葛葉 1st Mini Album「Sweet Bite」M04.甘噛み
- すとぷり「恋の行方」[10]

## 書籍
- 一筆書きの美学（2010年3月3日発売、エムオン・エンタテインメント、ISBN 978-4789734356）音楽誌『PATi PATi』にて連載中（発行当時）『一筆書きの美学』第33回までを収録
- 一筆書きの美学II（2012年12月7日発売、エムオン・エンタテインメント、ISBN 978-4789735513）同第34回から67回までを収録

## ライブ公演
- Maison de M vol.1 in Billboard Live TOKYO（2016年11月26日） - 2回公演で、1回目はID-S（シドの公式ファンクラブ）会員対象
- Whiteday Acoustic Live「箸休めNight」（2017年3月14日）TSUTAYA O-EAST - 2回公演
- Acoustic Tour 2017「箸休めNight」、2017年6月30日のYOKOHAMA Bay Hallを皮切りに行う- 各2回公演

## 出演

### CM
- 八ちゃん堂「冷凍たこ焼き」（2012年）

### ラジオ
- シド マオの "Your morning color"（LOVE FM）2022年10月3日 - 、毎週月～金曜 10:50 - 11:00